# 5033 Mistral
5033 Mistral (1990 PF) là một tiểu hành tinh vành đai chính được phát hiện ngày 15 tháng 8 năm 1990 bởi E. W. Elst ở Đài thiên văn Haute-Provence.